# Literatura antisemita
La literatura antisemita es aquella producción literaria cuyo objetivo es difamar a los judíos e incitar el antisemitismo. Tiene sus raíces en la Antigüedad llegando hasta la época actual. La lista de alegatos antisemita es extensa y fue variando a lo largo del tiempo.

## Antigüedad
- Apion

Fue un escritor Egipcio del Primer Siglo quien catalogó las primeras ideas antijudías en su libro Historia de Egipto, donde expresa ideas de una difamación sangrienta.

## España
- Francisco de Quevedo

Publicado en 1650, en La Isla de los Monopantos se describía una supuesta reunión secreta celebrada en Salónica —entonces una ciudad del Imperio otomano donde vivían miles de sefardíes expulsados de España en 1492— entre judíos llegados de todas partes de Europa y los Monopantos, es decir, los cristianos que estaban dispuestos a colaborar con ellos para acabar con el mundo cristiano.

## Alemania
- Martín Lutero

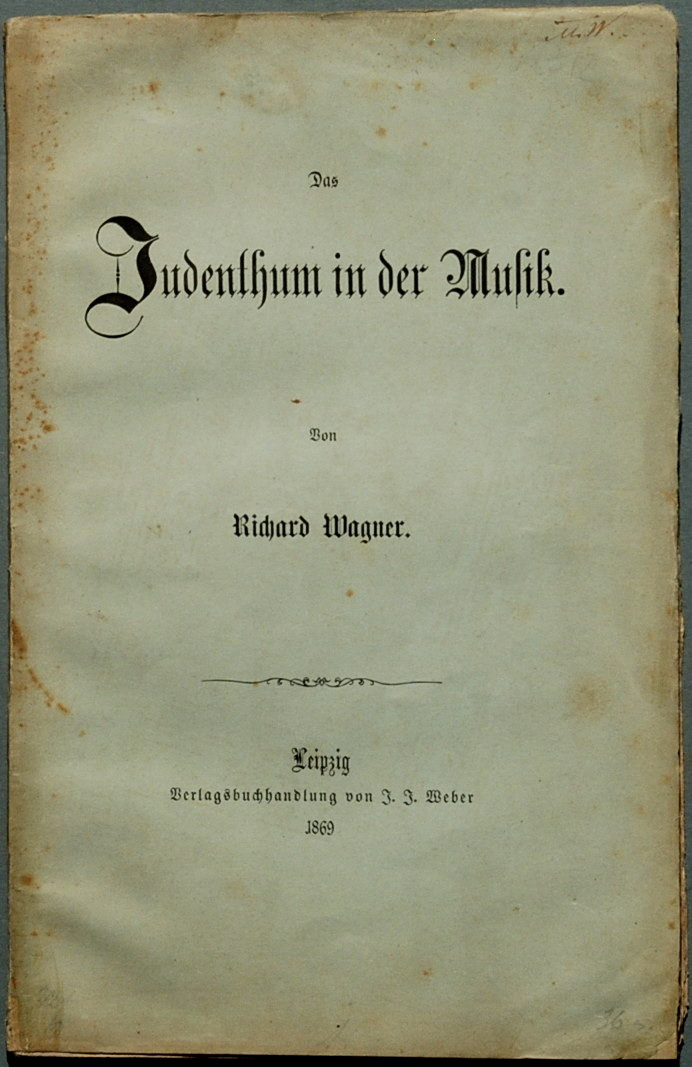
El judaísmo en la música, 1869

El líder de la  Reforma Protestante escribe en 1543 Sobre los judíos y sus mentiras, en el cual opina que las escuelas (yeshivá) y sinagogas judías debían ser quemadas, que sus libros de oración (sidur) debían ser destruidos, prohibir que los rabinos predicasen, incendiar sus hogares, y confiscar sus ingresos y propiedades. No se debe mostrar compasión ni bondad hacia ellos, no se les deben brindar protección legal, y "estos venenosos gusanos envenenados" tendrían que ser enviados a trabajos forzados o ser expulsados para siempre. También se presencia la justificación de su asesinato, escribiendo: "Tenemos la culpa de no matarlos".
- Richard Wagner

El judaísmo en la música es un ensayo antisemita del compositor alemán en el que ataca a los judíos en general y a los compositores Giacomo Meyerbeer y Felix Mendelssohn en particular. Fue publicado bajo un seudónimo en Neue Zeitschrift für Musik en septiembre de 1850. Es considerado como uno de los hitos más importantes de la historia del antisemitismo alemán.
- Adolfo Hitler

En su libro Mi Lucha que escribió en la prisión de Landsberg y publicado de 1925, culpa a los judíos y socialdemócratas de los problemas de Alemania, sostiene la inferioridad de las razas y considera que "el antípoda del ario es el judío"..

## Estados Unidos
- Henry Ford

Fue el autor de El judío internacional, 1920, que tuvo gran influencia en la expansión mundial del antisemitismo.

## Francia
- Voltaire

En su obra Diccionario filosófico, publicada en 1764 con el título de Diccionario filosófico portátil, se refiere a los judíos como "una horda de ladrones y de usureros" y que "son el último de todos los pueblos entre los musulmanes y los cristianos".
En su Ensayo sobre las costumbres y el Espíritu de las Naciones escrito en 1756 Voltaire aseguró que los judíos tenían intenciones de dominar al mundo y que si habían sido esclavizados a lo largo de la historia, había sido por su culpa.
- Édouard Drumont

En 1886 publica La France juive (Francia judía), recurre a todos los tópicos del antisemitismo moderno —la hostilidad hacia los judíos considerados como una raza— y también del antijudaísmo cristiano —la hostilidad hacia los judíos considerados como un grupo religioso—. En el libro se habla de la oposición entre arios y semitas y de cómo los judíos se están apoderando de Francia gracias sobre todo a su control de las finanzas y del capital. También se recurre a la vieja acusación de los judíos como pueblo deicida.
- Louis-Ferdinand Céline

El libro Bagatelas para una nueva Masacre, escrito en 1937 y reeditado bajo la ocupación nazi, es un furibundo virulento panfleto antisemita. En el año 2017 hubo una polémica por la decisión de la editorial Gallimard de publicarlo, pero finalmente la editorial desistió.

## Rusia
- Sergei Nilus

Fue responsable de la primera publicación completa de Los protocolos de los sabios de Sion, en 1905, donde se detallan los planes de una conspiración judeo-masónica, que consistía en el control de la masonería y de los movimientos comunistas, en todas las naciones de la Tierra, y tendría como fin último hacerse con el poder mundial. Los Protocolos son la publicación antisemita más famosa y más ampliamente difundida de la época contemporánea.

## Argentina
- Hugo Wast

Gustavo Adolfo Martínez Zuviría ―también conocido por su seudónimo Hugo Wast―  fue un escritor y político argentino,  ministro de Educación en 1944.
En 1935 publicó El Kahal, novela en la cual la vida privada de los judíos está regulada en todos sus detalles por un tribunal, el Kahal, que dirige todas sus actividades e impone sanciones a quienes no obedecen sus mandatos secretos de infiltración, enriquecimiento y control de las organizaciones gentiles. Centrado en la Argentina, la novela de Martínez Zuviría postulaba sin embargo un Kahal supremo, con sede en Nueva York, que dirigiría la conjura judía mundial.
En su novela 666 escrita en 1941, los judíos son vistos como un cuerpo extraño en la sociedad cristiana, sospechosos de explotar a los pobres, pero a la vez muchos de ellos encuentran su redención al convertirse al final de la novela.